# Néo-bouddhisme
Le néo-bouddhisme, (également appelé modernisme bouddhiste, bouddhisme moderne ou encore bouddhisme moderniste) est une appellation qui regroupe un ensemble de nouveaux mouvements caractérisé par des réinterprétations modernes du bouddhisme,. David McMahan relève que le modernisme qui imprègne le bouddhisme est similaire à celui que l'on trouve dans d'autres religions. Les sources d'influence sont multiples : l'engagement des communautés et des enseignants bouddhistes dans de nouvelles cultures et méthodologies telles que le monothéisme occidental, le rationalisme et le naturalisme scientifique ; ou encore ce que Charles Taylor appelle l’« expressivisme romantique », à savoir le mouvement à la fois littéraire, artistique et philosophique qui se manifeste comme une critique de la rationalisation, de la mécanisation et de la désacralisation croissantes du monde occidentale, induites par l'industrialisation et la révolution scientifique. Ainsi, sous l'influence du monothéisme, le néo-bouddhisme a intériorisé ses dieux, afin de les rendre acceptables dans l'Occident moderne tandis que le naturalisme scientifique et le romantisme ont mis en avant la vie quotidienne, l'empirisme, la raison, l'étude de questions liées à l'amélioration de l'individu sur le plan de la santé physique et psychologique.
Les doctrines et les pratiques des mouvements néo-bouddhistes diffèrent des traditions bouddhistes traditionnelles que sont le Theravada, le Mahayana et le Vajrayana. Co-création d'orientalistes occidentaux et de bouddhistes asiatiques réformistes, le modernisme bouddhiste a été une reformulation des concepts bouddhistes qui a réduit l'importance des doctrines bouddhistes traditionnelles, de la cosmologie, des rituels, du monachisme, de la hiérarchie cléricale et de la dévotion aux images. Le terme a été mis à la mode par les études sur les religions asiatiques de l'époque coloniale et post-coloniale, et se trouve dans des sources telles que l'article de Louis de la Vallée-Poussin de 1910.
Comme exemples de mouvements et de traditions du modernisme bouddhiste, on peut citer le bouddhisme humaniste, le Bouddhisme séculier, le bouddhisme engagé, le mouvement dalit de Navayana (le nouveau véhicule), les nouvelles organisations laïques fondées par les Japonais du bouddhisme Nichiren telles que la Soka Gakkai, la Ligue de la jeunesse pour la revitalisation du bouddhisme de Girō Seno'o, le mouvement Dobokai et ses descendants tels que le bouddhisme unifié, la nouvelle tradition kadampa et l'activité missionnaire des maîtres bouddhistes tibétains en Occident (menant à une croissance rapide du bouddhisme en France), le mouvement Vipassana, la Communauté bouddhiste Triratna, les mouvements Fagus Shan, Fo Guang Shan, le bouddhisme Won, le Grand Véhicule de l'Ouest (Great Western Vehicle), le Tzu Chi (Soulagement de la compassion bouddhiste) et la Juniper Foundation (pour la promotion de la méditation dans la vie moderne).

## Vue générale
Le modernisme bouddhiste, ou néo-bouddhisme, a émergé à la fin du XIXe siècle et au début du XXe siècle, en tant que co-création d'orientalistes occidentaux et de bouddhistes réformistes. Il s'est approprié certains éléments de la philosophie occidentale, des idées psychologiques ainsi que des thèmes de plus en plus perçus comme laïques et compatibles. Il a minimisé voire nié les éléments rituels, la cosmologie, les dieux, les icônes, la renaissance, le karma, le monachisme, la hiérarchie cléricale et d'autres concepts bouddhistes. En lieu et place de cela, le bouddhisme moderniste a mis l'accent sur l'exploration intérieure, la satisfaction dans la vie actuelle et des thèmes tels que l'interdépendance cosmique. Certains défenseurs du modernisme bouddhiste affirment que leurs nouvelles interprétations sont des enseignements originaux du Bouddha, et relève que les doctrines fondamentales et les pratiques traditionnelles que l'on trouve dans les bouddhismes Theravada, Mahayana et Vajrayana sont des accrétions étrangères qui ont été interpolées et introduites après la mort de Bouddha. Selon McMahan, la forme de bouddhisme que l'on trouve aujourd'hui en Occident a été profondément influencée par ce modernisme,.
Les traditions bouddhistes modernistes constituent des reconstructions et une reformulation qui mettent l'accent sur la rationalité, la méditation, la compatibilité avec les recherches de la science moderne sur le corps et l'esprit,. Dans les présentations modernistes, les pratiques bouddhistes Theravada, Mahayana et Vajrayana sont « détraditionnalisées », en ce sens que la présentation que l'on en fait masque souvent leur construction historique. Laissant de côté ces constructions, les modernistes bouddhistes recourent souvent à une description essentialiste de leur tradition dont les principes clés sont reformulés en termes universels, à quoi s'ajoute que les pratiques modernistes diffèrent considérablement de celles des communautés bouddhistes asiatiques aux traditions séculaires,.

### Histoire
C'est à des voyageurs européens du xixe siècle et à des missionnaires chrétiens que l'on doit les premiers comptes rendus occidentaux sur le bouddhisme. Selon James William Coleman, ces premiers travaux présentent le bouddhisme comme une « religion païenne avec des dieux étranges et des cérémonies exotiques », et le but premier de leurs auteurs n'est pas tant de comprendre cette religion que de la démystifier. Vers le milieu du xixe siècle, les savants européens en donnent une image nouvelle, mais qui reste construite au moyen de concepts occidentaux. Ces différents auteurs décrivent le bouddhisme comme une « foi qui nie la vie » et qui rejette les idées chrétiennes telles que « Dieu, l'homme, la vie, l'éternité » ; ils y voient une religion asiatique exotique qui enseigne le nirvana, compris alors comme un « anéantissement de l'individu ». En 1879, le livre d'Edwin Arnold, La Lumière de l'Asie, offre un exposée plus engageant du bouddhisme à travers la présentation de la vie du Bouddha, tout en relevant les parallèles entre le Bouddha et le Christ.
Dans l'Europe de la fin du xixe siècle et du début du xxe siècle, les transformations sociopolitique et la montée de théories scientifiques telles que le darwinisme, suscitent l'intérêt pour le bouddhisme et d'autres religions orientales. Toutefois, les personnes qui étudient cette religion sont des produits du système éducatif occidental et de ses prémisses culturelles ainsi que du modernisme ambiant,,. Il faudra attendre 1966 pour que paraisse la première étude complète du modernisme bouddhiste dans la tradition Theravada en tant que phénomène distinct, due bouddhologue allemand Heinz Bechert (de). Celui-ci considérait le modernisme bouddhiste comme un « revivalisme bouddhiste moderne » dans des sociétés postcoloniales comme le Sri Lanka. Il a identifié plusieurs caractéristiques du modernisme bouddhiste : nouvelles interprétations des premiers enseignements bouddhistes, démythologisation et réinterprétation du bouddhisme comme « religion scientifique », philosophie sociale ou « philosophie d'optimisme », accent mis sur l'égalité et la démocratie, « activisme » et engagement social, soutien du nationalisme bouddhiste ainsi que renouveau de la pratique de la méditation.

## Le néo-bouddhisme au Japon
Dans le contexte des interactions bouddhistes japonaises et occidentales, les termes néo-bouddhisme et modernisme apparaissent dans les publications de la fin du xixe siècle et du début du xxe siècle. On retrouve par exemple ces expressions sous la plume d'André Bellessort en 1901, ou encore celle de Louis de la Vallée Poussin dans un article de 1910. Selon James Coleman, les premiers à avoir présenté un bouddhisme moderniste devant un public occidental ont été Anagarika Dharmapala et Soyen Shaku, à l'occasion du Congrès mondial des religions de 1893 à Chicago. À cette occasion, D.T. Suzuki, disciple de Shaku, mais également écrivain prolifique parlant couramment l'anglais présenta le bouddhisme zen aux occidentaux.

### «Nouveau bouddhisme» et nationalisme japonais
Des chercheurs comme Martin Verhoeven et Robert Sharf, ou encore le moine zen rinzai canado-japonais Victor Sogen Hori, ont relevé que la forme de zen japonais qui a été propagée par les idéologues du Nouveau Bouddhisme que sont Imakita Kosen et Soyen Shaku n'était pas caractéristique du zen japonais de leur époque, et qu'elle ne l'est pas du zen qui se pratique aujourd'hui. Malgré les importantes modifications que le zen a connues à la suite de la restauration Meiji, la tradition monastique du zen japonais est toujours bien établie. Dans ce pays, cette tradition — exception faite de la tradition liée au courant du Nouveau Bouddhisme — exigeait de la part des moines une ferme discipline et beaucoup de temps, deux choses qui n'étaient pas à la portée des laïcs. Les moines zen étaient ainsi supposés consacrer plusieurs années à l'étude approfondie de la doctrine, mémorisant les sutras et se plongeant dans leurs commentaires, avant même d'intégrer un monastère pour étudier les koan et participer aux dokusan sous la direction d'un rōshi. Le fait que D.T. Suzuki ait pu se former dans un monastère sans être ordonné moine est dû en grande partie à l'influence du Nouveau Bouddhisme.
Au début de la période Meiji, en 1868, lorsque le Japon rejoignit dans la communauté internationale et entama, à un rythme stupéfiant, son industrialisation et sa modernisation, le bouddhisme connut une période, plutôt brève, de persécution, au prétexte qu'il s'agissait d'« une croyance corrompue, décadente, antisociale, parasite et superstitieuse, hostile au besoin, pour le Japon, de progrès scientifique et technologique »,. Le gouvernement japonais s'est donc efforcé d'éradiquer cette tradition considérée comme étrangère, et incapable de nourrir les sentiments essentiels à la cohésion nationale et idéologique. De plus, l'industrialisation a également eu des répercussions sur la caste dirigeante bouddhiste, car elle entraînait l'effondrement du système de paroisses qui avait financé les monastères pendant des siècles. En réponse à cet état d'agitation apparemment sans issue, un groupe de dirigeants néo-bouddhistes a commencé à plaider la cause bouddhiste, tout en se montrant d'accord avec la persécution du gouvernement à l'encontre du bouddhisme du fait qu'à leurs yeux, les institutions bouddhistes étaient en effet corrompues et avaient besoin d'être revitalisées.
Ce mouvement japonais est connu sous le nom de shin bukkyo, ou « nouveau bouddhisme ». Ses dirigeants étaient des intellectuels universitaires qui avaient été en contact avec un vaste corpus d'essais et de publications parus en Occident. Cela explique que ce qui a été présenté en Occident comme un zen japonais a été si conforme à la critique par les Lumières de la religion en tant qu'institution s'appuyant sur des « superstitions » et basée sur le rituel: ces critiques ont directement influencé la création de cette nouvelle tradition, et amené à un travail de reformulation. Celui-ci trouve ses racines dans les écrits d'Eugène Burnouf, qui a exprimé à Max Muller son goût pour « les brahmanes, les bouddhistes, les zoroastriens » et son aversion pour « les jésuites »,. Imakita Kosen, qui deviendra le maître zen de D.T. Suzuki jusqu'à sa mort en 1892, est une figure importante de ce mouvement. Répondant en grande partie à la critique réformiste de l'institutionnalisme d'élite, il a ouvert le monastère d'Engakuji à des pratiquants laïcs, ce qui permettra à des étudiants comme Suzuki d'avoir un accès sans précédent à la pratique zen.
Les partisans du nouveau bouddhisme comme Kosen et son successeur Soyen Shaku, ont non seulement considéré ce mouvement comme une défense du bouddhisme contre la persécution du gouvernement. Ils l'ont également vu comme un moyen d'amener leur nation dans le monde moderne en tant que force culturelle compétitive. Ainsi, Kosen a même été employé par le gouvernement japonais comme « évangéliste national » dans les années 1870. La cause du nationalisme japonais et la représentation du Japon comme entité culturelle supérieure sur la scène internationale étaient au cœur du mouvement missionnaire zen. Le zen devait être présenté comme la religion japonaise fondamentale, pleinement incarnée par le bushido ou esprit samouraï, expression profonde du peuple japonais, et ce malgré le fait que cette version du zen ait été une invention récente au Japon, largement basée sur les idéaux philosophiques occidentaux.
Soyen Shaku, qui fut le maître zen de Suzuki après la mort de Kosen en 1892, a affirmé que « la religion est la seule force dans laquelle le peuple occidental sait qu'il est inférieur aux nations de l'Est. (…) Laissez-nous marier le Grand Véhicule [Bouddhisme Mahayana] à la pensée occidentale (…). À Chicago l'année prochaine [allusion au Parlement Mondial des Religions de 1893] le moment approprié viendra ». Selon Martin Verhoeven, « la crise spirituelle de l'Occident a mis à nu son talon d'Achille. Bien qu'économiquement et technologiquement battu par les puissances occidentales, le Japon a vu dans la religion une occasion de réaffirmer le sens de sa supériorité culturelle ».

### Daisetz Teitaro Suzuki
Différentes aspects ont poussé plusieurs chercheurs à voir en Daisetz Teitaro Suzuki — dont les œuvres ont été populaires en Occident à partir des années 1930, et en particulier dans les années 1950 et 1960 — un « moderniste bouddhiste ». La représentation du bouddhisme zen par Suzuki peut être considérée comme relevant du modernisme bouddhiste en ce qu'elle mobilise tous ces aspects. Le fait qu'il soit un intellectuel et universitaire, bon connaisseur de la philosophie et de la littérature occidentales, lui a permis d'être particulièrement efficace et persuasif pour faire valoir ses conceptions auprès d'un public occidental. Tel que Suzuki l'a présenté, le bouddhisme zen était une religion hautement pratique, que l'accent mis sur l'expérience directe rendait tout à fait comparable aux formes de mysticisme dans lesquelles des savants tels que William James voyaient la source de tout sentiment religieux. Comme l'explique McMahan, « dans sa discussion sur l'humanité et la nature, Suzuki sort la littérature zen de ses contextes social, rituel et éthique et la recadre en termes d'un langage de métaphysique dérivé de l'idéalisme romantique allemand, du romantisme anglais et du transcendantalisme américain ». S'inspirant de ces traditions, Suzuki présente une version du zen qui a été décrite par des critiques hostiles comme essentialiste et « détraditionnalisée » :

« Le Zen est le fait ultime de toute philosophie et religion. S'il veut porter des fruits pratiques, tout effort intellectuel doit y aboutir, ou plutôt partir de lui. Toute foi religieuse doit en découler faute de quoi elle ne saurait être vivante et efficace dans notre vie active. Par conséquent, le Zen n'est pas nécessairement la source de la pensée et de la vie bouddhistes seuls; il est également très vivant dans le christianisme, le mahométanisme, le taoïsme et même le confucianisme positiviste. Ce qui rend toutes ces religions et philosophies vitales et inspirantes, tout en conservant leur utilité et leur efficacité, est dû à la présence en elles de ce que je peux désigner comme l'élément zen. »

Des érudits tels que Robert Sharf ont fait valoir que de telles déclarations portent également en elles des germes de sentiment nationaliste — communs à de nombreux bouddhistes modernistes des débuts du mouvement — dans la mesure où elles montrent le zen, que Suzuki avait décrit comme représentant l'essence du peuple japonais, comme supérieur à toutes les autres religions.

## Inde: le mouvement Navayana
Dans les années 1950, le leader dalit indien B. R. Ambedkar fonde un mouvement néo-bouddhiste,. Le 13 octobre 1956, lors d'une conférence de presse, Ambedkar annonce qu'il rejette les courants Hinayana et Mahayana, ainsi que de l’hindouisme,. Il adopte le bouddhisme Navayana (« le nouveau véhicule ») et convertit entre 500 000 et 600 000 Dalits à son mouvement néo-bouddhiste,. Comme le relèvent Christopher Queen et Sallie King, on trouve dans le bouddhisme d'Ambedkar tous les éléments du modernisme religieux. Son ouvrage Le Bouddha et son Dharma (The Buddha and His Dhamma (en)) abandonne les préceptes et les pratiques traditionnelles au profit de la science, de l’activisme et des réformes sociales — qui sont autant de formes du bouddhisme engagé. Pour Skaria, la formulation du bouddhisme par Ambedkar diffère du modernisme occidental, étant donné qu'il mêle les idées de Karl Marx —un moderne — à la structure des idées de Bouddha — un ancien.
Selon Ambedkar, plusieurs croyances et doctrines fondamentales des grandes traditions bouddhistes considérées comme imparfaites et pessimistes — par exemple les Quatre Nobles Vérités ou le concept de non-soi — ont pu être introduites dans les écritures à une époque ultérieure à celle du Bouddha par des moines bouddhistes mal informés. Aux yeux d'Ambedkar, de tels éléments ne doivent donc pas être considérés comme des enseignements du Bouddha,, tout comme d'autres concepts fondamentaux du bouddhisme comme le karma et la réincarnation qu'il tient pour des superstitions.
C'est ainsi que le Navayana abandonne des pratiques et des préceptes tels que l'institution du moine après ses vœux, mais aussi des idées comme le karma, les renaissances dans l'au-delà (samsara), la méditation, le nirvana et les Quatre Nobles Vérités, pourtant considérées comme fondamentales par les traditions bouddhistes. Et si le néo-bouddhisme d’Ambedkar rejette ces idées, c'est pour réinterpréter la religion du Bouddha comme une de lutte de classe et un combat pour l'égalité sociale,,.
Bien conscient de créer un nouveau courant, Ambedkar déclare : « Notre bouddhisme suivra les principes de la foi prêchés par le Seigneur Bouddha lui-même, sans remuer les anciennes divisions du Hinayana et du Mahayana. Notre bouddhisme sera un néo-bouddhisme — un Navayana. ». Son ouvrage Le Bouddha et son Dhamma sera le livre sacré des adeptes du Navayana, tandis que lui-même deviendra pour eux une divinité et un objet d'adoration dans leur pratique.

## En Occident: le bouddhisme «naturalisé»
On trouve d'autres formes de néo-bouddhisme en dehors de l'Asie, en particulier en Europe. Selon Bernard Faure, professeur d'études religieuses et spécialiste du bouddhisme, le néo-bouddhisme, dans ses formes occidentales, est une reformulation moderniste qui « offre une réponse crédible aux angoisses produites par le monde moderne ». Cette reformulation ne se fonde pas sur des idées anciennes mais constitue plutôt « une sorte de spiritualité aseptisée, sans saveur ni odeur, un véritable bouddhisme à la carte ». Il s'agit d'une ré-adaptation, une sorte de bouddhisme « à la carte », reformulé pour combler un vide en Occident et être compatible avec les valeurs occidentales, qui « [se distingue] des diverses formes de bouddhisme dont la tradition s'est maintenue, tant bien que mal, en Asie ».
Certains interprètes occidentaux du bouddhisme ont aussi proposé d'utiliser l'expression « bouddhisme naturalisé » pour parler de certains de ces mouvements — naturalisé renvoyant à une vision du monde fondée sur des explications naturelles et rejetant le surnaturel, et donc à une approche naturaliste, compatible avec le matérialisme scientifique. Ici encore, comme dans le cas du Navayana, leurs doctrines mettent en effet de côté des notions comme la réincarnation, le karma, le nirvana, les royaumes d’existence — entre autres concepts du bouddhisme —, tout en reformulant en termes modernes une doctrine comme celle des Quatre Nobles Vérités,. Ce « bouddhisme séculier minimal » met l'accent sur la compassion, l’impermanence, la causalité, l'altruisme ainsi qu'une approche naturaliste du bien-être personnel et des autres, mais se détourne en même temps des Bodhisattvas, du nirvana, des renaissances (samsara). La méditation et les pratiques spirituelles telles que Vipassana ou ses variantes, centrées sur le développement de soi, constituent des éléments importants des mouvements néo-bouddhistes occidentaux, « [ce qui] est un peu paradoxal, s'agissant d'une doctrine qui dénie en principe la notion même de Moi ». Selon James Coleman, en Occident, la plupart des étudiants de Vipassana s'intéressent « principalement à la pratique de la méditation et à une sorte de sagesse psychologique ».
Pour nombre de bouddhistes occidentaux, la doctrine de la renaissance que l'on trouve dans l'enseignement des Quatre Nobles Vérités est problématique,,,,. Selon Lamb, « certaines formes de bouddhisme occidental moderne […] voient dans [la renaissance] un élément purement mythique et donc une notion dont on peut se dispenser ». Les Occidentaux trouvent « les idées du karma et de la renaissance déroutantes », déclare Damien Keown — professeur d'éthique bouddhiste. Ainsi il ne serait pas forcément nécessaire de croire en certaines des doctrines bouddhistes fondamentales pour être bouddhiste, bien que la plupart des bouddhistes en Asie adhèrent à ces enseignements traditionnels et cherchent à obtenir une meilleure renaissance. Car la renaissance, le karma, les royaumes d'existence et les doctrines d'un univers cyclique sous-tendent les Quatre Nobles Vérités du Bouddhisme. Mais Keown affirme qu'il est possible de réinterpréter une doctrine bouddhiste comme celle Quatre Nobles Vérités, dans la mesure où le but final, ainsi que la réponse au problème de la souffrance, est le nirvana et non la renaissance.
Pour Adrian Konik, Professeur d'études culturelles à l'Université métropolitaine Nelson Mandela, « puisque les problèmes fondamentaux qui sous-tendent le bouddhisme indien primitif et le bouddhisme occidental contemporain ne sont pas les mêmes, il est très important de savoir si l'application de l’ensemble des solutions développées par le premier à la situation du second est une démarche valide. Se contenter de mettre de côté la question de la renaissance ne paraît pas nécessairement apporter la réponse définitive pour le bouddhiste occidental, comme c'était certainement le cas pour les premiers bouddhistes indiens ». »
Les érudits bouddhistes traditionnels ne sont pas d’accord avec ces interprétations modernistes occidentales. Par exemple, Bhikkhu Bodh (en), un moine theravada d'origine américaine, affirme que la renaissance fait partie intégrante des enseignements bouddhistes tels qu’on les trouve dans les sutras, malgré les problèmes que « les interprètes modernistes du bouddhisme » semblent avoir avec cette notion,. À titre d'autre exemple, on trouve une réflexion similaire chez un autre moine theravada d'origine américaine, Thanissaro Bhikkhu (en), qui rejette également l'« argument moderne » selon lequel « on peut obtenir tous les résultats de la pratique sans avoir à accepter la possibilité de renaissance ». Pour lui, « la renaissance a toujours été un enseignement central dans la tradition bouddhiste ».
Selon Owen Flanagan, professeur de philosophie et de neurologie à l'Université Duke, le Dalaï Lama déclare que « les bouddhistes croient à la renaissance » et que cette croyance est courante chez ses disciples. Cependant, ajoute Flanagan, la croyance du Dalaï Lama est plus sophistiquée que celle des bouddhistes ordinaires, car elle diffère de la réincarnation : la renaissance dans le bouddhisme est comprise comme se produisant sans l'hypothèse d'un « atman, un soi, une âme », mais plutôt à travers une « conscience conçue selon les principes de l’anatman,. Le bouddhisme tibétain tient la doctrine de la renaissance pour obligatoire, et c'est aussi le cas dans de nombreuses sectes bouddhistes. Selon Melford Spiro, les réinterprétations du bouddhisme qui rejettent la renaissance sapent les Quatre Nobles Vérités parce qu'elles ne répondent pas à cette question existentielle pour un bouddhiste : « Pourquoi vivre? Pourquoi ne pas se suicider? Pourquoi ne pas hâter la fin de dukkha (la souffrance) dans cette vie en mettant fin ses jours ? ». Dans le bouddhisme traditionnel, la réponse est que la mort ne saurait mettre un terme à la souffrance parce que la renaissance entraîne une nouvelle vie et donc la continuation de dukkha. Et ainsi, le chemin vers la cessation de la souffrance n'est pas le suicide, mais la réalisation du nirvana, la troisième des Nobles Vérités.
Christopher Gowans estime que chez « la plupart des bouddhistes ordinaires, aujourd'hui comme par le passé, l'orientation morale de base est régie par la croyance dans le karma et la renaissance ». La morale bouddhiste repose sur l'espoir de bien-être dans cette vie ou dans une renaissance future, avec le nirvana (l'éveil) comme projet pour une vie future. Ainsi, le rejet du karma et de la renaissance mine leur histoire, leur orientation morale et leurs fondements religieux. Cependant, ajoute Gowans, de nombreux adeptes occidentaux et de personnes qui s'intéressent au bouddhisme se montrent sceptiques et s'opposent à la croyance au karma et à la renaissance fondatrice des Quatre Nobles Vérités,.
Le « bouddhisme naturalisé », selon Gowans, est donc une révision radicale de la pensée et de la pratique bouddhistes traditionnelles, et il mine la structure qui se cache derrière les espoirs, les besoins et la rationalisation des réalités de la vie humaine chez les bouddhistes traditionnels en Asie de l'Est, du Sud-Est et du Sud.

## Autres néo-bouddhismes
Selon Burkhard Scherer, professeur de religion comparée à l'Université Canterbury Christ Church et spécialiste du bouddhisme tibétain, les interprétations nouvelles constituent une nouvelle lignée sectaire bouddhiste distincte, et un mouvement comme Shambhala International (en), initié par Chögyam Trungpa, « doit être décrit comme un nouveau bouddhisme (Coleman) ou, mieux encore, comme un néo-bouddhisme ».
En Europe centrale et orientale, selon Scherer, le bouddhisme de la Voie du Diamant, lancé par Hannah et Ole Nydahl et en pleine expansion, est un mouvement de bouddhisme de néo-orthopraxie. La direction charismatique de Nydahl et ses 600 centres de dharma dans le monde ont fait de ce courant le plus grand mouvement de conversion en Europe de l'Est. Toutefois, les interprétations que Nydahl donne du bouddhisme tibétain et des techniques de méditation tantrique ont été critiquées par les bouddhistes traditionalistes et les non-bouddhistes,.
D’autres ont utilisé l'expression « nouveau bouddhisme » pour décrire le bouddhisme socialement engagé. Par exemple, en 2001, David Brazier publie New Buddhisms, un « Manifeste du Nouveau Bouddhisme », dans lequel il appelle à un changement radical d’orientation, afin de passer du monachisme et des doctrines bouddhistes traditionnelles à des interprétations radicalement nouvelles qui marquent un engagement dans le monde laïque. Selon Brazier, les grandes traditions bouddhistes comme le Theravada et le Mahayana se sont révélées « un instrument de la politique de l’État visant à la population plutôt qu'à la libérer », et elles sont devenues des voies de « salut individuel au lieu de s'attaquer aux racines de la maladie mondiale ».

## Le bouddhisme moderne selon Daniel S. Lopez
Donald S. Lopez Jr. applique l'expression « bouddhisme moderne » à l'ensemble des traditions bouddhistes modernistes, qui selon lui « se sont développées en une sorte de secte bouddhiste transnationale », « un bouddhisme international qui transcende les frontières culturelles et nationales, créant (…) un réseau cosmopolite d'intellectuels écrivant le plus souvent en anglais ». Cette « secte » n'est ancrée ni dans la géographie ni dans les écoles traditionnelles, mais elle constitue l'aspect moderne d'une variété d'écoles bouddhistes dispersées dans différents lieux. De plus, elle a sa propre lignée cosmopolite et ses « écritures » canoniques, principalement les œuvres d'auteurs populaires et semi-savants — par exemple des figures des années de formation du néo-bouddhisme, notamment Soyen Shaku, Dwight Goddard (en), DT Suzuki et Alexandra David-Neel, ainsi que d'autres plus récentes comme Shunryu Suzuki, Sangharakshita, Alan Watts, Thich Nhat Hanh, Chögyam Trungpa et le quatorzième dalaï-lama.

### Lectures complémentaires
- (en) Robert H. Sharf, Buddhist modernism and the rhetoric of meditative experience, Numen 42, 1995, p. 228-283.
- (en) David L. McMahan, Modernity and the early discourse of scientific Buddhism, Journal of the American Academy of Religion 72 (4), 2004, p. 897-933.
- (en) Russell Webb, Obitury: Heinz Bechert, 26 June 1932-14 June 2005, Buddhist Studies Review 22 (2), 2005, p 211-216.